# William Wheaton

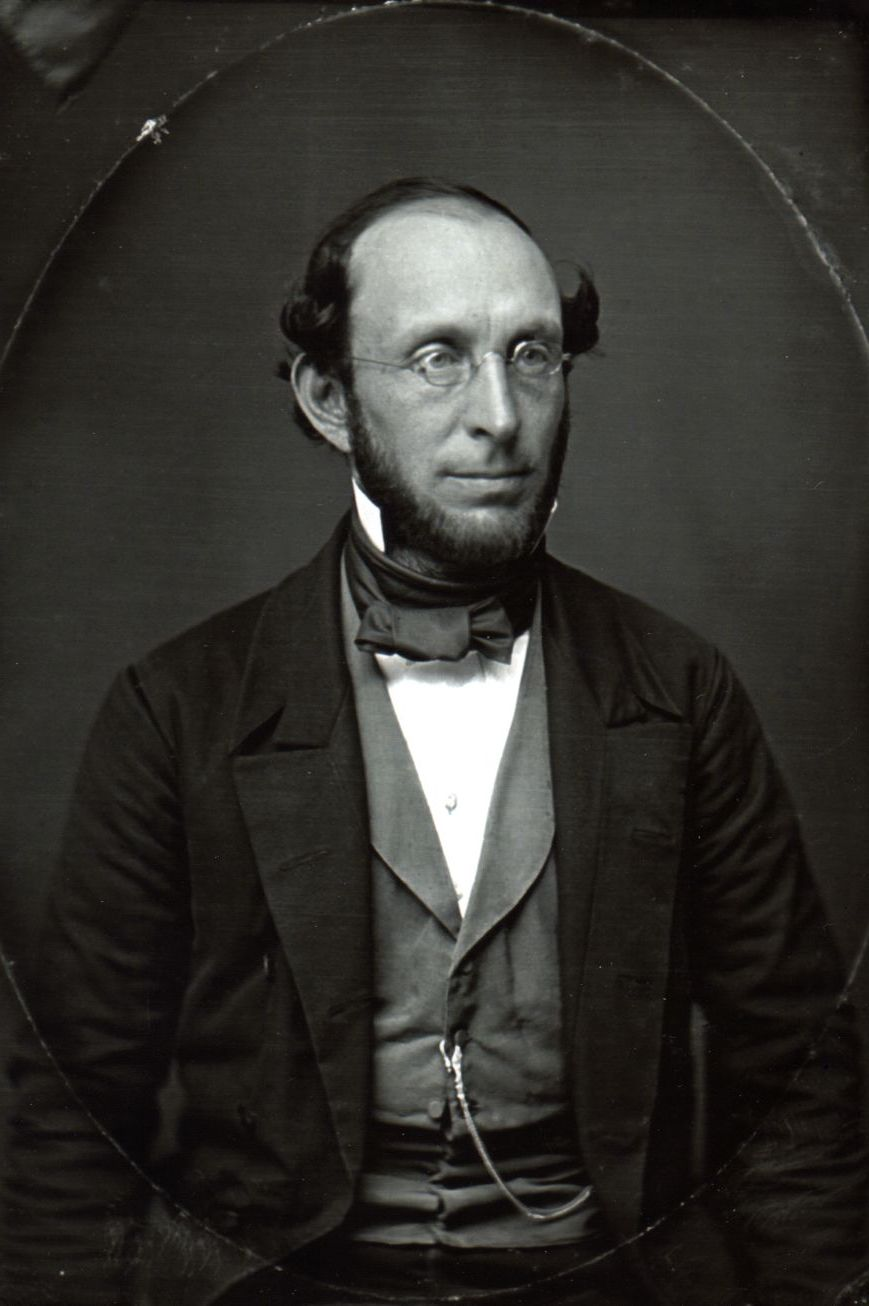
William Wheaton (vor 1888)

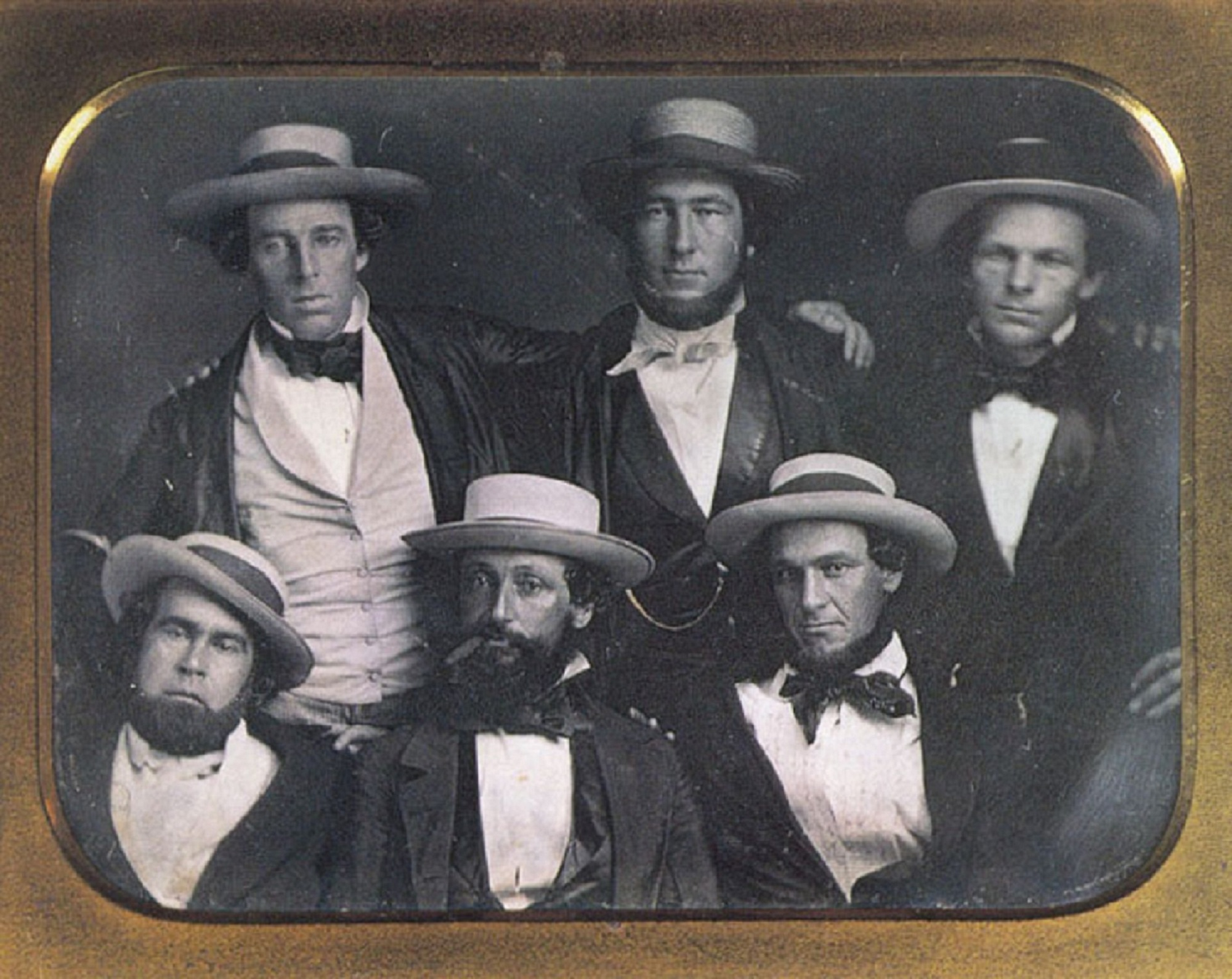
Der New York Knickerbockers Baseball Club um das Jahr 1847. William Wheaton soll auf dem Bild der Herr rechts oben (neben dem mutmaßlichen Alexander Cartwright) sein, wobei umstritten ist, ob es sich hierbei wirklich um die abgebildeten Personen handelt.

William Rufus Wheaton (* 7. Mai 1814 in New York City, New York; † 11. September 1888 in San Francisco, Kalifornien) war ein US-amerikanischer Anwalt, Politiker und Baseballpionier.

## Leben und Karriere
William Wheaton wurde am 7. Mai 1814 in New York City im US-Bundesstaat New York geboren, wo er auch aufwuchs und unter anderem die heute nicht mehr existierende Union Hall Academy an der Ecke Madison Avenue–Oliver Street besuchte. Daraufhin startete er eine Karriere als Anwalt, indem er unter anderem bei John Leveridge, einem renommierten Anwalt von der East Side, Rechtswissenschaften studierte und 1836 seinen Abschluss machte. Später wurde Wheaton zugelassen bei Reuben H. Walworth, dem von 1828 bis 1847 amtierenden Kanzler des Obersten Gerichtshofes des Staates New York, zu praktizieren, ehe der State of New York dieses Amt sowie den Obersten Gerichtshof mit einer neuen Verfassung von 1848 offiziell abschaffte. Nach seinem Abgang vom damals höchsten juristischen Amt auf Staatsebene wechselte er nach bestandener Prüfung an den New York Supreme Court und ging eine Kanzleipartnerschaft mit Ebenezer Griffin ein. Im Alter von 22 Jahren heiratete er am 1. Februar 1837 in seiner Heimatstadt New York City die damalige Elizabeth A. Jennings, mit der er in weiterer Folge sieben Nachkommen haben sollte. Einer davon, George Henry Wheaton, sollte später im Amerikanischen Bürgerkrieg kämpfen und den Rang eines Majors erreichen. Vor allem während der 1830er und 1840er Jahre arbeitete Wheaton als praktizierender Anwalt in New York und war im Jahre 1842 Mitglied des bürgermeisterlichen Nominierungskomitees der demokratischen Whig Party des zehnten Wahlbezirks (Tenth Ward) der Stadt. 1848 war er ebenfalls Mitglied des Tenth-Ward-Komitees bei der Nominierung des Kandidaten der Whig Party zum Kongress des 4. New Yorker Kongresswahlbezirks.
In Ergänzung zu seiner Arbeit als Anwalt betätigte sich Wheaton auch sportlich, wobei er vor allem an Baseball und Cricket Gefallen fand. So kam es auch, dass Wheaton im Jahre 1845 ein Gründungsmitglied und Vizepräsident des New York Knickerbockers Baseball Club, eines der ersten organisierten Baseballteams in der Geschichte, wurde. In diesem Jahr arbeitete er auch im Verordnungs- und Regelkomitee an der Seite von William H. Tucker, wobei beide für die Baseballregeln des Klubs zuständig waren, welche am 23. September 1845 offiziell eingeführt wurden. Bereits 1837 soll er das erste Regelwerk des Gotham Base Ball Club verfasst haben. Obgleich er im Jahre 1847 selbst für den Brooklyn Star Cricket Club sowie ein Jahr später für Eclipse und andere New Yorker Cricketklubs spielte, war es doch überraschend, als Wheaton im Jahre 1849 seiner Stadt und seinem mitgegründeten Sport Baseball den Rücken kehrte und vom Goldrausch gepackt in Richtung Kalifornien aufbrach. Auf dem Dreimaster Strafford segelte er mit der New York Mining Company nach San Francisco und ließ seine Frau und Kinder zurück in New York, was zu dieser Zeit allerdings nicht unüblich war. Am 1. Februar 1849 verließen Wheaton und rund 100 weitere Männer der Minengesellschaft den Hafen von New York, ehe sie rund ein halbes Jahr später, am 30. August 1849, in San Francisco ankamen. Nachdem er in der ein Jahr zuvor gegründeten Siedlung Suttersville, dem heutigen Sutter Creek, eintraf, begab er sich umgehend nach Dry Town, das heute Drytown geschrieben wird, und begann dort bergmännisch tätig zu werden.
Nachdem dieses Unternehmen nicht lange anhielt, ging Wheaton nach Sacramento, wo er ein Handelsgeschäft mit Alonzo Hamilton unter dem Namen Hamilton & Wheaton eröffnete. Diese Partnerschaft wurde jedoch nach zwei Jahren wieder aufgelöst und Wheaton kehrte nach San Francisco zurück, wo er seine Arbeit im selben Geschäftsbereich fortsetzte und ein Geschäft an der Battery Street, nahe der Jackson Street, betrieb. Nach seinem letzten Jahr im Handelsgeschäft kehrte er zu seinem alten Beruf zurück. Im Winter 1850/51 reiste er wieder zurück in seine alte Heimat New York City, von wo aus er knapp zwei Jahre später wieder nach San Francisco zurückkehrte und eine Anwaltskanzlei an der Montgomery Street eröffnete. Im Jahr 1852 kam auch seine Frau für einen längeren Aufenthalt nach San Francisco, wobei sie die gemeinsamen Kinder bei Wheatons Eltern in New York ließ. Danach praktizierte William Wheaton bis 1855 als Anwalt, ehe er wieder für einige Monate in seine Heimat zurückkehrte. 1856, wieder zurück in San Francisco, war er tief mit dem San Francisco Committee of Vigilance, einer als Bürgerwehr getarnten Vigilantismus-Gruppierung, die versuchte das Gesetz in die eigenen Hände zu nehmen, involviert. Unter anderem agierte er auch als Beamter in der 1850 ins Leben gerufenen Society of California Pioneers, bei der er im August 1849 während der Zeit des Goldrausches als Pionier aufgeführt ist. 1860, als er Anwalt an der Washington Street war, sollte er nebenbei für diese Organisation auch als Sekretär tätig sein. Im Jahre 1857 war William Wheaton Aid-in-Chief eines Marsches, der zur Feier des Zulassungstages der Society of California Pioneers organisiert wurde. Dieser Marsch startete an der Market Street und endete beim American Theatre in der Sansome Street. Für die Organisation war er auch als Sekretär des Managementkomitees für Meetings und Versammlungsräume tätig.
Ab 1856 trat er als Sekretär des Pioneers-Schachklubs in Erscheinung und verfasste für diesen einen Bericht über ein Turnier, der am 17. März 1858 im Daily Evening Bulletin, später San Francisco Bulletin, veröffentlicht wurde. 1860 ließen sich seine Frau Elizabeth und die vier gemeinsamen Töchter dauerhaft in San Francisco nieder. Der im Sezessionskrieg als Rechtsoffizier (judge-advocate) dienende George Henry Wheaton folgte ihnen nach dem Krieg im Jahre 1865. Noch davor wurde William Wheaton als Mitglied der People’s Party 1861 zum City and County Assessor ernannt; 1863 wurde er wiedergewählt. Des Weiteren wurde er 1862 auserwählt die Bevölkerung von San Francisco in der California State Legislature zu vertreten. Zu weiteren wichtigen Ämtern, die er in der nachfolgenden Zeit bekleidete, zählten unter anderem der Vorsitz im Committee of the Political Code der National Union Party, der Vorsitz in der San Francisco Delegation oder der Vorsitz im Ways and Means Committee in den Jahren 1871 bis 1873. Als Vorsitzender des Ways and Means Committee war er vor allem für die Sicherung der Bewilligung von Mitteln für die Gründung der University of California, Berkeley zuständig. Während dieser Zeit war er unter anderem 1872 Vorsitzender der California Life Insurance Company und wurde 1876 von US-Präsident Ulysses S. Grant als Register of the General Land Office of the United States eingesetzt. Vier Jahre später wurde er von Präsident Rutherford B. Hayes in diesem Amt wiedergewählt. Auch die Präsidenten James A. Garfield, der Monate nach seiner Amtsübernahme an den Folgen eines Attentats starb, Chester A. Arthur und Grover Cleveland behielten Wheaton in diesem Amt, womit er in dieser Position binnen weniger Jahre unter fünf verschiedenen US-Präsidenten diente. 1886 dankte Wheaton, mittlerweile 72-jährig, von seinem Amt ab.
Rund eineinhalb Jahre nachdem das Ehepaar Wheaton am 1. Februar 1887 ihre Goldene Hochzeit gefeiert hatte, verstarb William Wheaton, seines Zeichens Freimaurer der California Lodge No. 1. und Tempelritter des Templerordens Odd Fellows Lodge No. 123 der St. Andrew’s Benevolent Society, am 11. September 1888 im Alter von 74 Jahren in seiner Wahlheimat San Francisco, Kalifornien.
Eine Vielzahl von Experten, darunter auch der Autor und Baseballhistoriker Peter J. Nash, setzen sich für eine Aufnahme Wheatons in der Baseball Hall of Fame ein. Der Autor Paul Dickson gibt an, dass Wheaton einer Gruppe von Männern angehört, die als die „Väter des Baseball“ gelten sollten und dass dies nicht nur Alexander Cartwrights Verdienst sei.